# Flugplatz Plettenberg-Hüinghausen

i7
i11
i13

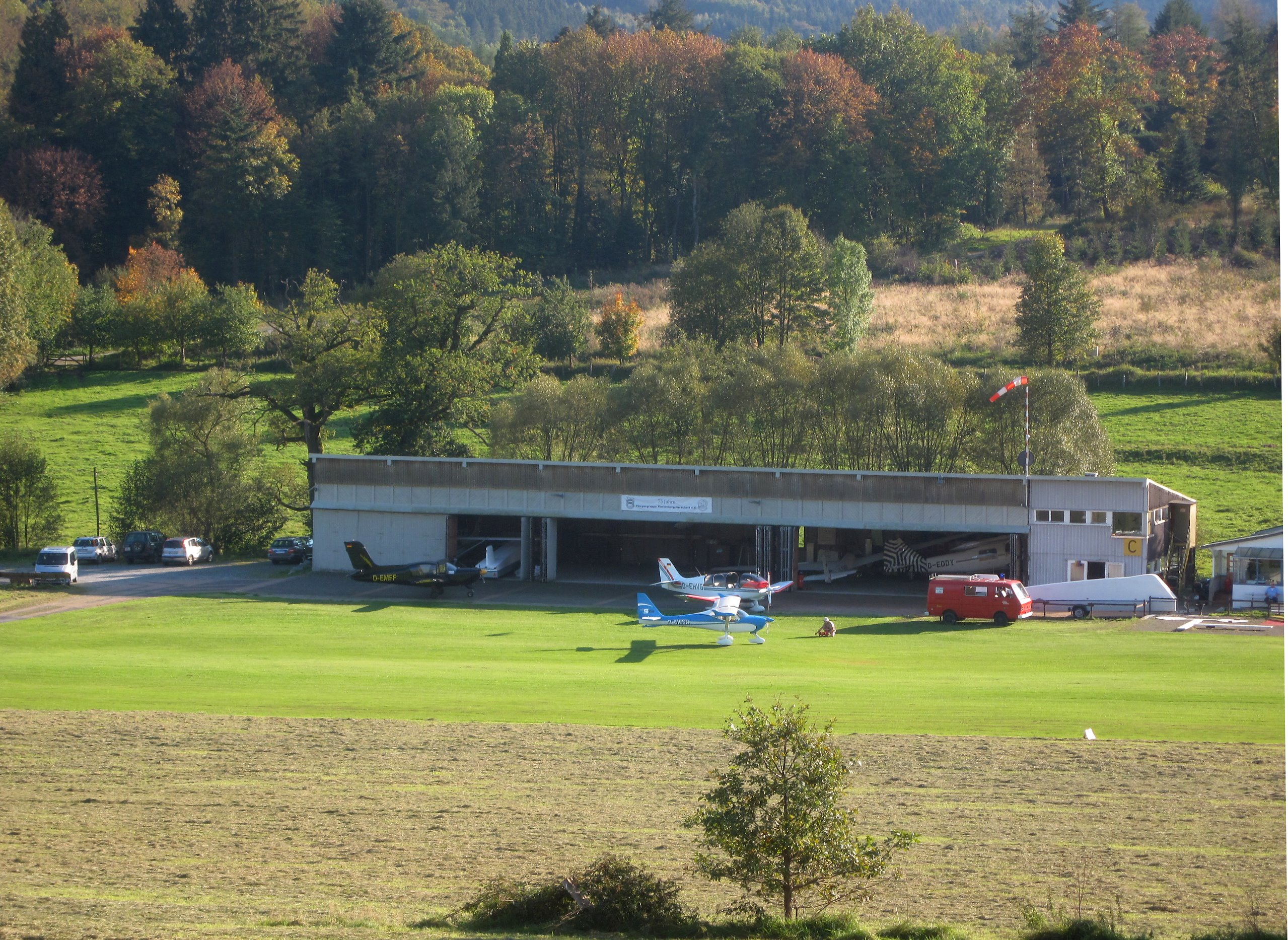
Hangar und Turm

Der Flugplatz Plettenberg-Hüinghausen (ICAO-Code: EDKP) ist ein deutscher Sonderlandeplatz in den Habbeler Wiesen bei Hüinghausen zwischen Plettenberg und Herscheid im Sauerland. Er ist für Luftfahrzeuge bis 2000 kg zugelassen. Westlich grenzt das Naturschutzgebiet Oberes Elsetal an.

## Geschichte
Angeregt durch die Erfolge der Gebrüder Wright beschloss der junge Ernst E. Fastenrath, selbst eine Motorflugmaschine zu bauen. Unterstützt von seinem Freund Willi Winterhoff wurden in den Jahren 1910–1912 Flugversuche in den Elsewiesen und in Reblin unternommen. Der Originalmotor aus dieser Zeit ist am Flugplatz zu besichtigen. Durch den Ersten Weltkrieg und die Nachkriegszeit ergab sich ein fast zwei Jahrzehnte dauernder Stillstand.
1932 trafen sich in der Martin-Luther-Schule über 100 Segelflugsportbegeisterte. 70 dieser Interessenten gründeten die Fliegergruppe. Im Keller eines Fabrikgebäudes in Holthausen begann man mit dem Bau von zwei Segelflugzeugen. Gearbeitet wurde von morgens bis abends, da von den 70 Mitgliedern 41 arbeitslos waren. Bereits im Oktober wurden die Segelflugzeuge auf den Namen Erfa und Paiterdirk getauft. Kurze Zeit später wurden die ersten Rutscher und Lufthopser in den Elsewiesen und auf dem Habbel mit Gummiseil unternommen. Das einjährige Bestehen feierte man am 22. Oktober 1933 mit einem Flugtag auf dem Habbel, den 5000 Zuschauer besuchten. Als besonderer Programmpunkt landete die erst 18-jährige Ilse Fastenrath mit dem Motorflugzeug Klemm 25. Ein weiterer Schulgleiter wurde auf den Namen Anketrine getauft.
Im April 1937 wurde das gesamte Vermögen des Vereins beschlagnahmt und im Oktober 1937 erfolgte die Löschung des Vereins im Vereinsregister von Amts wegen.
Zum 17. Februar 1951 wurden ehemalige Segelflieger per Inserat im Süderländer Tageblatt zur Gründungsversammlung in den Gasthof Rüsing eingeladen. Bereits einen Monat später fand die erste Jahreshauptversammlung mit Vorstandswahlen statt. Da das generelle Flugverbot noch nicht aufgehoben war, beschränkte man sich auf Modellbau und -flug. Am 19. Juni wurde das Kontrollratsgesetz Nr. 24 hinsichtlich Segelflugverbot aufgehoben: Segelflugzeuge durften wieder gebaut und geflogen werden.
Am 8. März 1952 traf das erste Segelflugzeug, ein Schulgleiter des Typs SG 38, in Plettenberg ein. Das ebenfalls im März geplante Fliegerheim am Dingeringhauser Weg konnte im September Richtfest feiern. Im November wurde der Schulbetrieb aufgenommen und der erste Start erfolgte von der Sundhelle mit Heinrich Greis am Ruder. Über 200 Schulflüge wurden bis Ende des Jahres absolviert. Mit der endgültigen Fertigstellung des Fliegerheimes 1953 hatte man über 10.000 Arbeitsstunden geleistet. Nach erfolgreichem Abschluss der Grundstücksverhandlungen auf dem Wellin konnte man im Herbst mit dem Flugbetrieb mittels einer Schleppwinde beginnen. Mit Abschluss eines langfristigen Vertrages wurde 1955 der Flugbetrieb auf die Habbelwiesen verlegt. Im Frühjahr 1958 weihte man die neue Flugzeughalle ein.
Im Jahre 2017 beschloss die Fliegergruppe Plettenberg-Herscheid e. V., ein neues Vereinsheim zu bauen, welches das Vereinsleben verstärken und unterstützen soll. Auch sollte die fliegerische Ausbildung, insbesondere der Theorieunterricht, durch einen neuen Schulungsraum in seiner Qualität gesteigert werden. Das Bauvorhaben begann Anfang 2018 mit dem Rückbau der alten „Kantine“ und machte rasch Fortschritte. Der Neubau wurde Ende 2019 fertiggestellt und beherbergt die Flieger seither.
Anfang 2021 wurde mit der Planung einer neuen Werkstatt mit einer aufgesetzten Flugleitung, welche als Renovierung des vorhandenen Gebäudes durchgeführt werden wird, begonnen. Der Beginn der entsprechenden Bauarbeiten kann noch nicht zeitlich genannt werden. Trotz der COVID-19-Pandemie der Jahre 2020 und 2021 verloren die Flieger kaum Mitglieder.
60 aktive Flieger betreiben, unterstützt von 70 passiven Mitgliedern, Luftsport. Hauptsportart ist der Segelflug.

## Flugzeugpark
Der Flugzeugpark der Fliegergruppe Plettenberg-Herscheid e. V. umfasst gegenwärtig sechs Segelflugzeuge (Schleicher ASK 13, Schleicher K 8 b, Schleicher Ka 6 E, Grob Twin II, Grob Astir CS, Rolladen Schneider LS 4), zwei Ultraleichtflugzeuge (B&F FK 9 sowie Comco Ikarus C42) und zwei Motorflugzeuge (Robin DR 400-180R, Piper PA-18-95 Super Cub). Die 180 PS starke DR 400 (4-sitzig) wird hauptsächlich für den Schleppbetrieb eingesetzt und der Oldtimer Piper PA-18 für Reiseflüge in die nähere und weitere Umgebung.
Neben den Vereinsflugzeugen sind an diesem Platz noch drei weitere private Segelflugzeuge, zwei Motorflugzeuge und vier Ultraleichtflugzeuge stationiert.